# Locomotion
Locomotion foi um canal de televisão por assinatura latino americano que transmitia 24 horas diárias de diversos gêneros de series animadas para adultos.
Inicialmente, o Locomotion estava dedicado a animação clássica e para toda família. Porém a partir de 1997 a programação começa a variar ligeiramente para o público jovem alternativo, para no final começar a exibir algumas animações para adultos desde 1999. Com certeza, o que realmente caracterizou o canal foi a inclusão massiva de anime e series japonesas. Graças a isso o canal virou um cult e é considerado o primórdio dos animes e da animação adulta para a América Latina.
Sua sede administrativa se encontrava em Miami (Estados Unidos) e seu centro de emissões (desde meados de 2004) em Buenos Aires (Argentina).
O canal transmitia em 2 feeds para América Latina (Leste e Oeste) que logo seriam unificadas em um sinal genérico para todos os países, inclusive a região hispânica dos Estados Unidos. Locomotion também chegou a estender-se para Europa, em novos feeds para Portugal e Espanha.
No Brasil ficou conhecido como o canal 115 da DirecTV e como o 36 na TVA.
A Locomotion havia um site de comércio eletrônico denominado Zen Mall, que basicamente era a loja de internet do canal,  onde produtos oficiais da Locomotion e suas séries, músicas, livros, animes do gênero hentai como Demon Beast Invasion, Urotsukidōji III: Return of the Overfiend, Teacher's Pet podiam ser adquiridos. Nightmare Campus, Masquerade: Darkness of Love, Magic Woman M, Twisted Tales of Tokyo, incluindo outros como Aika. Entre esses produtos, destacou-se a linha Locomotion Underwear, segundo Julián Manzelli.

## História
Lançado em 4 de novembro de 1996, às 20:00 horas, (tempo central do México) por The Hearst Corporation e Cisneros Television Group (que depois chamaria-se Claxson Interactive Group ao se fundir com El Sitio). Posteriormente em maio de 2002, os 50% pertencentes a Claxson foram adquirido por Corus Entertainment Inc. O canal foi originalmente foi destinado à animação em todas suas vertentes, com séries da Hearst Entertainment, filmes, e algumas animações para adultos.
Contudo, em vista da dura competição dos outros canais de animação (que eram para crianças), o canal foi orientado a animação para adultos, principalmente no anime japonês, dirigido-se a telespectadores jovens e adultos. Cada programa levava consigo uma advertência de classificação, desde "Apto para todo público", até "Não é apto para crianças".
No meio de 2003, desaparece o sinal Oeste do Locomotion, isso faz com que os programas comecem mais cedo, de modo que todas as posições são definidas para toda a região. No dia 1 de julho, às 6:00, desaparece o sinal Locomotion Ibérico, devido a problemas de ordem técnica e problemas administrativos com a fusão de duas importantes empresas espanholas de TV por cabo. A distribuidora Pramer assume cargo das vendas e distribuição do canal.
O rumor do que o canal foi comprado por Pramer em 2004, foi negado por Lolita (Community manager da web da Locomotion), no facebook Team Locomotion Oficial.
A Locomotion usava também avisos antes do programa a dizer se era adequado pra todos os públicos ou não, caso não seria mostrava descritores de conteúdos a mostrar quais eram as inadequações. 

## Loco
Na década dos anos 90, Locomotion teve um projeto de VJ chamado Loco. Este era um personagem que principalmente aparecia nos comerciais de forma parecida com o logo da MTV. Loco foi nomeado como o mascote do canal, porém desapareceu quando o Locomotion trocou sua identidade em novembro de 1999, aparentemente para desfazer-se de qualquer imagem infantil que poderia ter o canal.
Finalmente, a última referência que se fez com respeito a Loco, foi quando o Animax substituiu o canal. No comercial, se podia ver um agente especial que recebia uma chamada de Loco dizendo que iria se matar, então o agente saía correndo para salvá-lo.

## Blocos
A programação do canal estava dividida em blocos temáticos que eram:
- 80's TV: Espaço dedicado a animações dos anos 80.
- Anime Loving: Espaço dedicado a exibir séries de animes de 12 ou 13 episódios nas noites.
- Japanimotion: Bloco dedicado exibir filmes ou OVAs de animes.
- Retromotion: Dedicado a animação retro.
- Animafilms: Dedicado a longas metragens em animações do mundo todo.
- Fracto: Espaço dedicado à mistura de animação com música experimental e tecno.
- Curta Locomotion: Dedicado a curtas.
- Love Vision: Curtas de animação com música experimental exibidos entre os programas. Exibiam uma animação repetitiva e continua por aproximadamente 2 minutos.
- Replay: Exibia reprises de series na semana.
- Locotomia: Curtas e animações experimentais mundiais.
- Kapsula: Espaço dedicado a animadores experimentais.
- Noites Locomotion: Horário Prime-Time da Locomotion.
- Japan OK!: Maratonas de animes nas madrugadas de sabado para domingo.
- Locoblip: Curtas exibidos nos comerciais (antes de 1999)

### Filmes de Anime
Filmes de anime que eram exibidos no bloco Animaflims.
- Akira
- Alexander Senki
- City Hunter: Magnum with Love and Fate
- Dirty Pair: Project Eden
- Ghost in the Shell
- Glassy Ocean
- Jin-Roh
- Macross: Do you Remember Love?
- Martian Successor Nadesico: The Prince of Darkness
- Rail of the Star

## Logotipo
Locomotion era reconhecido facilmente por seu logotipo. Este utilizava o nome Locomotion com a fonte Futura Md BT em negrito e itálico, é provável que o desenhista tenha utilizado o Corel Draw já que a fonte vem nesse software, do lado do nome uma cabeça sem rosto, de cor branca, com um topete de seis pontas arrendondadas, a orelha direita estava um pouco mais acima que a esquerda, o contorno da cabeça era bem marcado em preto, a cabeça circulada em preto fino ou grosso, a cor do recheio do círculo varia, os mais usados eram o vermelho, azul celeste e amarelo.
Variantes do logotipo:
1. O logotipo inicial era o Loco, o mascote oficial do canal. Era uma figura de rosto cor vermelha, com a palavra "Loco" em seu nariz e olhos e a palavra "motion" na boca. Era muito irregular, fazia alusão a algum tipo de máscara indígena cartonizado.
2. Após a mudança radical do canal o logotipo fica estilizado futuristicamente mantendo seus traços originais, porém agora, com um estilo moderno com o nome escrito ao lado e com a legenda animação*jovens-adultos*era digital.
3. O logotipo inclui embaixo o site do canal.
4. A cabeça era exibida com head fones.
5. Logo animado de forma com que o logo descia e subia.
6. Perto do final do canal era possível ver escrito Animestation abaixo do nome.
Perto do final o AXN exibiu comerciais onde o logo era mostrado sendo destruído.
No México, revistas de anime mostravam anúncios publicitários parodiando a famosa frase do South Park: M...., você matou o Kenny, porém nomeando várias séries animadas conhecidas com manchas de sangue e com a legenda "Zero Animação Tradicional", como um comunicado da FAA (Frente Aliada do Anime).

## Cronologia

### 1996
- Em 1 de novembro de 1996, nasce a Locomotion criado por The Hearst Corporation e Claxson Interactive Group, Inc., focado na animação clássica, exibindo séries pertencentes da Hearst Entertainment: Phantom 2040, Betty Boop, A Lenda do Príncipe Valente, Popeye, Cool McCool, Flash Gordon, Defensores da Terra, Gata Louca, etc. E outras como: Gatchaman, G.I. Joe, Hoyt e Andy: Fanáticos do Desporto, entre outros. Também se exibe Locotomia.

### 1997
- Estreia As Tartarugas Mutantes, She-Ra, As Novas Aventuras de He-Man, Highlander, O Gato Félix, Red Baron, Lupin III, entre outros.

### 1998
- Estreia South Park'.

### 1999
- Estreia a temporada 2 de South Park.
- No final do ano começa a transmissão de OVAS e algumas longas metragens de anime.

Novembro
- Dia 1, estreia Neon Genesis Evangelion.

### 2000
- Estreia Truckers
- Em relação à animação para adultos, estreiam e continuam, Duckman, Gogs, The Critic, Crapston Villas, Dr. Katz, Ren and Stimpy e a temporada 3 de South Park. Também continua Locotomía.

Janeiro
- Estreia Saber Marionette R.

Março
- Estreia Macross: Do you remember Love?.

Abril
- Estreia Saber Marionette J.

Maio
- Dia 21, estreia Martian Successor Nadesico: The Prince of Darkness.

Agosto
- Estreia Those Who Hunt Elves.
- Estreia Stressed Eric.

Setembro
- Estreia Bubblegum Crisis Tokyo 2040.
- Dia 17, estreia Yakumo Tatsu.

Outubro
- Dia 2, estreia o documentário Blue Submarine No. 6: Creator's Eyes.

Novembro
- Estreia Blue Seed.
- Dia 11, estreia Sukeban Deka.
- Dia 25, estreia Shutendoji.

Dezembro
- Dia 9, estreia Tenamonya Voyagers. Primeiro anime a ser exibido com legendas.

### 2001
Janeiro
- Estreia Aika.
- Día 29, wstreiam as séries Oh! Super Milk-chan e The Adventures of Mini Goddess.

Fevereiro
- Dia 18, estreia Wallace and Gromit.
- Dia 21, estreia Ghost in the Shell.
- Dias 24 e 25, maratona de Saber Marionette (Saber Marionete R, J e J Again).

Março
- Dia 10, estreia Compiler.
- Dia 19, estreia Saber Marionette J to X.

Junho
- Estreia Burn up Excess e Candidate for Goddess.

Julho
- Estreia Bob e Margaret.

Agosto
- Estreia Silent Möbius.

Setembro
- Estreia Cybaster.
- Dia 3, estreia Boogiepop Phantom.

Novembro
- Dia 1, estreia Cowboy Bebop.
- Dia 8, estreia Welcome to Pia Carrot 2 DX.
- Dia 18, estreia Labyrinth of Flames.

Dezembro
- Dia 22, é transmitido pelo bloco Anime Loving as séries Eat-Man e Boogiepop Phantom

### 2002
Janeiro
- Dia 5, estreia Cyber Team in Akihabara
- Dia 26, estreia Adventures of the MiniGoddess

Março
- Dia 2, é transmitido Nightwalker
- Dia 4, é transmitido Gasaraki

Maio
- Os 50% pertencentes a Claxson foram adquirido pela Corus Entertainment Inc.

Junho
- Dia 1, exibem o filme Power Dolls e Suikoden Demon Century
- Dia 2, exibem o filme Tale of Shim Chang e Alka I
- Dia 4, exibem o filme Virgin Fleet
- Dia 9, exibem o filme Glassy Ocean
- Dia 19, exibem o filme City Hunter: Million Dollars Conspiracy
- Dia 11, exibem o filme Macross: Do you Remember Love?
- Dia 12, exibem o filme Akira
- Dia 18, exibem o filme Blue Submarine No. 6
- Dia 25, exibem o filme Tenamonya Voyagers
- Dia 26, estreia Dirty Pair: Project Eden

Julho
- Dia 16, exibem o filme Shuten Doji
- Dia 27 e 28, Maratona de Sexy Girls of Locomotion
- Dia 30, exibem o OVA Compiler

Outubro
- Dia 2, exibem o filme Wallace and Gromit
- Dia 5, exibem o filme Birdy the Mighty
- Dia 7, transmitem com regularidade Boogiepop Phantom
- Dia 8, estreia Yume de Aetara (Com o título If I see you in my dreams) e Let's Dance With Papa
- Dia 9, estreia Pet Shop of Horrors
- Dia 10, transmitem Agent Aika
- Dia 12, transmitem Labyrinth of Flames
- Dia 13, estreia Making the Flight over the Equator
- Dia 27, estreia Dirty Pair: Flight 005 Conspiracy

Novembro
- Dia 1, exibem o making-of The Making of the Flat World, Robert Creep
- Dia 2, exibem o OVA Pia Carrot e Youkoso!! 2 DX
- Dia 3, transmitem Truckers
- Dia 10, estreia o filme Ghost in the Shell
- Dia 17, transmitem Yakumo Tatsu
- Dia 24, transmitem la película City Hunter

### 2003
Janeiro
- Dia 6, estreia Vampiros na Havana
- Dia 11, estreia Kapsula
- Dia 12, transmitem o filme de Martian Successor Nadesico
- Dia 19, estreia Rail of the Star

Fevereiro
- Dia 3, estreia The Head

Março
- Dia 5, estreia Sakura Tsuushin, transmitido como Sakura Mail.

Abril
- Dia 7, começa transmissão regular de Nightwalker
- Dia 26, estreia o filme Saber Marionette R

Junho
- Dia 15, estreia John Callahan's Quads!, posteriormente conhecido como "Chumbados" pelo Adult Swim brasileiro.

Julho
- Dia 1, término de emissões na Península Ibérica.

Novembro
- Dia 23, estreia o filme Saber Marionette J Again.

### 2004
Janeiro
- Dia 18, estreia Serial Experiments Lain.

Março
- Dia 19, estreia Alexander Senki.

Maio
- Dia 16, estreia Earth Girl Arjuna e Jin-Roh.

Junho
- Dia 14, estreia Gene Shaft.

Novembro
- Dia 15, estreia Robotech.

### 2005
Janeiro
- O canal é comprado pela Sony Pictures Entertainment.
- Dia 9, estreia éX-Driver.

Julho
- Dia 31, última transmissão. Inicia em seu lugar o canal Animax (1 de agosto).

## Lista de programas transmitidos

### Séries retrô e da primeira época
- As Novas Aventuras de He-Man
- Beetle Bailey
- Betty Boop
- Blondie and Dagwood
- Carland Cross
- Conan the Adventurer
- Cool McCool
- Defensores da Terra
- Denver, el Último Dinosaurio
- Flash Gordon
- Gatchaman (Força G)
- G.I. Joe
- G.I. Joe Extreme
- Guardiões da Galáxia
- Highlander
- Hoyt e Andy: Fanáticos do Esporte
- Kangoo
- Krazy Kat
- Morph
- O Capitão Bucky
- O Gato Félix
- O Príncipe Valente
- Phantom 2040
- Popeye
- Popeye and Son
- Roger Ramjet
- She-Ra
- Snuffy Smith and Barney Google
- Tartarugas Ninja
- The Magical Adventures of Quasimodo
- The Rocky and Bullwinkle Show
- Visionaries

### Anime
Alguns foram transmitidos primeiro no bloco Anime Loving:
| Ano da exibição | Título em japonês                       | Título em inglês                                            |
| --------------- | --------------------------------------- | ----------------------------------------------------------- |
| 2004            | アレクサンダー戦記                      | Alexander Senki                                             |
| 2000            | 碧奇魂 ブルー シード                    | Blue Seed                                                   |
| 2001            | ブギーポップは笑わない                  | Boogiepop Phantom                                           |
| 2000            | バブルガムクライシス                    | Bubblegum Crisis Tokyo 2040                                 |
| 2001            | 燃焼過剰                                | Burn-Up Excess                                              |
| 2001            | 女神候補生                              | Candidate for Goddess                                       |
| 2001            | 魔装機神サイバスタ                      | Cybaster                                                    |
| 2002            | アキハバラ電脳組                        | Cyber Team in Akihabara                                     |
| 2001            | カウボーイビバップ                      | Cowboy Bebop                                                |
| 2004            | 地球少女アルジュナ                      | Earth Girl Arjuna                                           |
| 2001            | イートマン                              | Eat-Man                                                     |
| 2002            | ガサラキ                                | Gasaraki                                                    |
| 2004            | ジェネシャフト                          | Geneshaft                                                   |
| 2002            | パパと踊ろう                            | Let's Dance With Papa                                       |
| 1997            | ルパン三世                              | Lupin III                                                   |
| 1999            | 新世紀エヴァンゲリオン                  | Neon Genesis Evangelion                                     |
| 2002            | 真夜中の探偵                            | Nightwalker                                                 |
| 2002            | 青の6号                                 | Blue Submarine No. 6                                        |
| 2002            | ペットショップ オブ ホラーズ            | Pet Shop of Horrors                                         |
| 2001            | サイレントメビウス                      | Silent Möbius                                               |
| 2001            | あいか                                  | Agent Aika                                                  |
| 2004            | シリアルエクスペリメンツレイン          | Serial Experiments Lain                                     |
| 2002            | アキラ                                  | Akira                                                       |
| 2001            | 攻殻機動隊                              | Ghost in the Shell                                          |
| 2000            | ガールズ セイバーマリオネット           | Saber Marionette R                                          |
| 2000            | セイバーマリオネット J                  | Saber Marionette J                                          |
| 2001            | セイバーマリオネットJ to X              | Saber Marionette J to X                                     |
| 2001            | 封神演義                                | Soul Hunter                                                 |
| 2000            | 手天童子                                | Shutendoji                                                  |
| 2000            | 超時空要塞マクロス 愛・おぼえていますか | The Super Dimension Fortress Macross: Do You Remember Love? |
| 1996            | レッドバロン                            | Red Baron                                                   |
| 2001            | ああっ女神さまっ                        | Ah! My Goddess                                              |
| 1996            | エルフを狩るモノたち                    | Those Who Hunt Elves                                        |
| 2004            | ロボテック                              | Robotech                                                    |
| 2005            | エクスドライバー                        | éX-Driver                                                   |
| 2001            | コンパイラ                              | Compiler                                                    |

### Animes que Locomotion não transmitiu
Estes animes Locomotion adquiriu a licença, mas não foram exibidas pelo canal por várias razões:
- Silent Service: Adquirida no ano 2001 e anunciada na web da Locomotion, por razões desconhecidas não foi lançada.[5]
- Outlaw Star: De acordo com revistas de anime foi adquirida pela Locomotion no ano 2000, mas não foi lançada.
- Martian Successor Nadesico: Negociada entre os anos 2000 e 2001, mas nunca puderam ter os direitos. Mais adiante, conseguiram ter os direitos mas foi lançada no início do Animax.
- "Blue Seed 2, The End of Evangelion e Golgo 13 foram negociadas pela emissora, mas sem chegar a um acordo.

Algumas das séries que foram lançadas no início do Animax, foram adquiridas pela Locomotion.
As que se deram a conhecer foram:
- .hack//Legend of the Twilight
- .hack//SIGN
- Di Gi Charat Nyo
- DNA²
- Galaxy Angel
- Pita Ten
- Ran, The Samurai Girl
- Stratos 4
- Wolf's Rain

### Séries de animação internacional
Animações para jovens e adultos que nao eram anime, que foram exibidas pelo canal:
- Æon Flux - Só na Locomotion Latinoamérica
- Bob and Margaret
- Captain Star - Só na Locomotion Latinoamérica
- Crapston Villas
- Cuttlas
- Dolly Pond
- Dr. Katz, Professional Therapist
- Duckman - Só na Locomotion Latinoamérica[7]
- Gary and Mike
- Gogs
- Home to Rent - Só na Locomotion Latinoamérica
- Journey to Infinity - Só na Locomotion Iberia
- Quads!
- Ren and Stimpy - Só na Locomotion Latinoamérica
- Rex the Runt
- Robin - By Magnus Carlsson
- South Park
- Space Goofs
- Stressed Eric
- The Critic - Só na Locomotion Latinoamérica
- The Head - Só na Locomotion Latinoamérica
- The Maxx - Só na Locomotion Latinoamérica

### Longas metragens de animação internacional
Várias longas metragens foram exibidas pelo canal:
- Fallen Angels
- Flatworld
- Juego de Niños
- La Vieille Dame et les Pigeons (Old Lady and the Pigeons)
- Luca Torelli es: Torpedo
- Megasónicos
- Opera Imaginaire
- Phantom 2040
- Robert Creep
- The Making of Flatworld - Documentário sobre o making of do filme Flatworld.
- The Tale of Shim Chung - Filme animado sobre uma história coreana.
- Truckers
- Vampiros en la Habana - Filme animado cubano.
- Wallace and Gromit: A Close Shave
- Wallace and Gromit: A Grand Day Out
- Wallace and Gromit: The Wrong Trousers

### Animação realizada em Flash
Através do website oficial do canal, Locomotion.com, foram criadas várias animações com a tecnologia do Adobe Flash.
- El Santos
- Teevey
- Rudo by night
- Dr. Amoeba
- Zeek
- Afrobaby
- The Fuzz

### Minisséries transmitidas no Locomotion
Minisséries trasmitidas durante os comerciais.
- Roncho el perro mala pata
- Beastly Behavior
- F.A.E.L.L.
- Guano
- Quinoscopio
- Lava-Lava
- Jean Luc e Nuagazezo
- Motel Spaghetti

### Curtas transmitidos pelo Locotomia
- A Chairy Tale (1957)
- Abductees
- Alice in Plasmaland
- Anna and Bella
- A Piece of Phantasmagoria (Vários episódios)
- Arnold Escapes From Church
- At The Ends Of The Earth
- Bob's Birthday
- Boogie Doodle
- The Dirdy Birdy
- Dada
- Dots
- El Egoísta
- Historia del Gato y la Luna
- Hen Hop
- How Wings Are Attached to the Backs of Angels
- I'm Your Man
- Jolly Roger
- La Leyenda de la Canoa Voladora
- Lennart's Top Tips
- Lupo the Butcher
- Mad Doctors of Borneo (Vários episódios)
- Manipulation
- Meat Love (1989)
- Mindscape
- Monkey Love
- Neighbours (1952)
- Next
- Noiseman Sound Insect
- Opus Dei - By Cecile Noldus
- Os Salteadores
- Prelude to Eden
- Promethevs
- Screen Play (Takako and Naoki) - By Barry Purves (1993)
- Steel Life
- Street of Crocodiles
- The Balance
- The Cat Came Back
- The Fly
- The Monk and the Fish
- The Sandman
- The Stain
- The Big Snit

### Lista de músicas transmitidas no Locomotion
Lista de canções que foram transmitidas no Fracto, Kapsula e nos comerciais:
- Conozca Pornois (Documentário de 25 minutos realizado para o canal Locomotion- exibido em 4 de Dezembro de 2004)
- Boeing - Chillout
- Boeing - Endless
- Golden Shower - Total Control
- Los Látigos - Aproximación
- Los Látigos - Desapercibidos
- The Faint - Agenda Suicide
- Gorillaz - 19/2000
- Gorillaz - Clint Eastwood
- Gorillaz - Tomorrow Comes Today
- Miranda! - Agua
- Miranda! - Imán
- Miranda! - Yo te Diré
- Miranda! - Bailarina
- Miranda! - Tu Juego
- Silverio - Yepa Yepa Yepa
- Canu - Won't Look in Your Eyes

## VJs do Locomotion e projetos de desenho gráfico
O Locomotion não foi só dirigido-se a animação para adultos e ao anime. Em seus últimos anos de transmissão, Locomotion parecia estar muito interessado também em desenho gráfico e a música eletrônica.
Graças ao Locomotion, grupos como Boeing (Leonel Castillo), Miranda! e Los Látigos começaram sua carreira; hoje em dia esses grupos são populares e reconhecidos, além de que seus clipes são exibidos em grandes redes hispano latinas como MTV Latina, Much Music e VH1.

## Adquisição, encerramento, liquidação e consequências

### Final do Locomotion e chegada do Animax
O Locomotion foi adquirido pela Sony Pictures Entertainment em janeiro de 2005. Durante o momento em que o canal foi comprado até o seu encerramento, começou um desinteresse pelas séries que não eram anime, fazendo que sua programação fosse dirigida as animações japonesas. Locomotion deixou de existir às 07:00 (hora do Brasil, respectivamente 06:00 Argentina) no dia 31 de julho de 2005 (Antes disso o canal já tinha trocado a programação por um relógio em retrocesso, indicando o tempo restante para a estreia do Animax).
De esse momento em diante, o canal havia sido transformado em um novo canal chamado Animax. De toda a programação transmitida no Locomotion, só Saber Marionette J, Saber Marionette J to X, Soul Hunter, Serial Experiments Lain, Candidate for Goddess, Neon  Genesis Evangelion e Earth Girl Arjuna foram recolhidas e transmitidas por Animax na sua programação diurna. Porém em meados da metade de 2006, todas estas séries foram retiradas da grade. Posteriormente Super Milk Chan Show foi retransmitido por Animax.
As animações que o canal exibia dedicadas ao público adulto foram em suma maioria extintas da TV brasileira, por não haver uma rede de destino ou por não serem de interesse das outras operadoras brasileiras. Algum tempo depois do final do canal, o bloco Adult Swim exibiu no Brasil Chumbados e Bob & Margaret. Em 2008, South Park voltou a ser transmitido pelo VH1 e também em 2012 pelo Comedy Central.

## Novo projeto
Dez anos apos o fim do canal, pessoas ligadas ao extinto canal Locomotion resolvem ressuscitar a imagem do canal. Mas agora do mesmo modo que funciona o Netflix e o Crunchyroll, vendendo conteúdo sob demanda. Há por princípio o projeto chamado de Team Loco, que terá como foco principal conteudo asiático e desenhos animados ocidentais. O Team Loco estava previsto para ser lançado em meados de 2016 porém nenhuma novidade foi anunciada após este período. Recentemente em 2017, um site oficial para doar dinheiro para eles fazerem um serviço sob demanda da Locomotion foi criado. Com isso, o velho Locomotion foi recriado como um canal de TV digital (IPTV), justamente do jeito que estava antes de acabar, desenvolvido pelos antigos CEOs da Locomotion sob o nome de JAG!.

### OVAS
Transmitidos no começo no espaço Animafilms, depois no espaço Japanimotion, quando este segmento desaparece, se exibem definitivamente em Animafilms:
- Agent Aika
- Afroken
- Birdy the Mighty
- Blue Submarine No. 6 (Aonorokugo)
- Burn Up W
- City Hunter: Bay City Wars
- City Hunter: Million Dollar Conspiracy
- Compiler 1 y 2
- Dirty Pair: Flight 005 Conspiracy
- Ellcia
- éX-Driver
- Gunsmith Cats
- If I see you in my Dreams
- Labyrinth of Flames
- Ninja Resurrection
- Oh! My Goddess
- Power Dolls
- Tenamonya Voyagers
- Saber Marionette R
- Saber Marionette J Again
- Sakura Mail
- Shutendoji
- Suikoden Demon Century
- Sukeban Deka
- Tarepanda
- Virgin Fleet
- Welcome to Pia Carrot!! 2 DX
- Yakumo Tatsu